# Всеобщие выборы в Папуа — Новой Гвинее (2012)
Всеобщие выборы в Папуа — Новой Гвинее проходили с 23 июня по 13 июля 2012 года; они были продлены на неделю из-за сложной ситуации с безопасностью, особенно в высокогорных провинциях.
По результатам новым премьер-министром Папуа — Новой Гвинеи стал лидер партии «Народный национальный конгресс» Питер О’Нил.

## Контекст
В 2011 году между Майклом Сомаре и Питером О’Нилом возник конфликт о том, кто является законным премьер-министром. Сомаре был поддержан Верховным судом, в то время как О’Нил получил поддержку большинства членов парламента, армии и чиновников, а кроме того получил международное признание.

## Голосование
Процесс голосования был осложнён совершением культовых убийств, в частности, в отдаленном районе джунглей у деревень Тангу и Биамб, вблизи Маданга, за три месяца было убито по крайней мере семь человек — пять мужчин и две женщины, занимавшихся магической практикой, и ставших жертвами каннибалов. 4 июля полиция арестовала двадцать девять человек, подозреваемых в съедении тел своих жертв.

## Результат
| Партия                                                   | Кандидаты | Места | %       |
| -------------------------------------------------------- | --------- | ----- | ------- |
| Народный национальный конгресс                           | 89        | 27    | 24,32 % |
| Партия триумфа наследия и расширения прав и возможностей | 72        | 12    | 10,81 % |
| Партия Папуа — Новой Гвинеи                              | 88        | 8     | 7,21 %  |
| Национальный альянс                                      | 75        | 7     | 6,31 %  |
| Партия объединённых сил                                  | 48        | 7     | 6,31 %  |
| Народная партия                                          | 49        | 6     | 5,41 %  |
| Народная прогрессивная партия                            | 40        | 6     | 5,41 %  |
| Социал-демократическая партия                            | 40        | 3     | 2,7 %   |
| Коалиция за реформы                                      | 15        | 2     | 2,7 %   |
| Меланезийская либеральная партия                         | 5         | 2     | 2,7 %   |
| Новое поколение                                          | 27        | 2     | 2,7 %   |
| Народное движение за перемены                            | 51        | 2     | 2,7 %   |
| Народная объединённая ассамблея                          | 29        | 2     | 2,7 %   |
| Народное демократическое движение                        | 19        | 2     | 2,7 %   |
| Народная коренная партия                                 | 44        | 1     | 0,9 %   |
| Партия всеобщего развития                                | 22        | 1     | 0,9 %   |
| Пангу                                                    | 60        | 1     | 0,9 %   |
| Конституционно-демократическая партия                    | 39        | 1     | 0,9 %   |
| Партия страны Папуа — Новая Гвинея                       | 46        | 1     | 0,9 %   |
| Звёздный альянс                                          | 22        | 1     | 0,9 %   |
| Единая партия                                            | 20        | 1     | 0,9 %   |
| Независимые                                              | 2197      | 16    | 14,41 % |
|                                                          |           | 111   |         |